# Jornal das 9 (RTP2)
Jornal das 9 foi o telejornal diário de horário nobre da RTP2, que estreou a 13 de outubro de 1986 e terminou em 1993. Transmitido de segunda a sexta, às 21h00, com a duração de, aproximadamente, trinta minutos, este espaço herdou o formato do antigo Informação 2, apresentando notícias de uma forma analítica, mas crítica.
Por este espaço informativo, passaram as notícias nacionais e internacionais mais importantes da época (como a Queda do Muro de Berlim ou o Fim da União Soviética) e os debates mais acalorados sobre os temas mais variados. Alternativo ao Telejornal da RTP1, este jornal tornou-se uma verdadeira referência para a informação portuguesa, tendo, ao longo dos seus sete anos de transmissão, conquistado público e vários prémios, destacando-se o Se7es de Ouro de 1989, atribuído a Manuela Moura Guedes, como melhor apresentadora de Informação.
Um dos momentos mais marcantes foi a entrevista da "cadeira vazia", feita por Joaquim Letria. O então Ministro das Finanças Miguel Cadilhe era para ter marcado presença no Jornal das 9 para ser entrevistado sobre o Orçamento do Estado, mas não compareceu à última da hora. Por essa razão, Joaquim Letria colocou as perguntas à cadeira vazia que eram para ser colocadas ao Ministro.  
O informativo acabou por resistir por mais alguns meses à redenominação da RTP2 para "TV2", em setembro de 1992. No entanto, não durou muito mais tempo no ar, sendo substituído por um espaço mais generalista, o TV2 Jornal, transmitido um pouco mais tarde. Ao longo dos quase sete anos de existência, apresentaram o Jornal das 9 jornalistas como Manuela Moura Guedes, Mário Crespo, Miguel Sousa Tavares, Joaquim Furtado, Joaquim Letria ou José Eduardo Moniz. 
A última emissão foi apresentada por Joaquim Furtado, que contou com uma homenagem às pessoas que apresentaram o jornal ao longo da sua história.
Alguns anos mais tarde, o Jornal das 9 foi resgatado pela SIC Notícias, num formato semelhante ao adotado pela RTP2 durante este tempo. 